# Sara och Pelle och neckens bläckfiskar
Sara och Pelle och neckens bläckfiskar var den första barnboken av Tove Jansson utgiven under pseudonymen Vera Haij.
Boken utkom 1933 och omfattar 20 sidor inklusive illustrationer. Den handlar om syskonparet Sara och Pelle, som hamnat i näckens ”undervattensland”. Där är fullt av bläckfiskar och barnen får sköta om de allra minsta, därav barnbokens titel. Hemkomna igen hamnar bläckfisksmåttingarna i mammans grytor.